# Campeonato Mundial de Waterpolo Masculino de 1978
El III Campeonato Mundial de Waterpolo Masculino se celebró en Berlín Occidental (R.F.A.) entre el 18 y el 28 de agosto de 1978 en el marco del III Campeonato Mundial de Natación. El evento fue organizado por la Federación Internacional de Natación (FINA) y la Federación Alemana de Natación.

## Grupos
| Grupo A         | Grupo B        | Grupo C             | Grupo D    |
| --------------- | -------------- | ------------------- | ---------- |
| Italia          | Estados Unidos | Bulgaria            | Yugoslavia |
| Canadá          | México         | Israel              | España     |
| Unión Soviética | Rumania        | Alemania Occidental | Hungría    |
| Australia       | Cuba           | Países Bajos        | Grecia     |

## Fase preliminar
Los primeros dos de cada grupo alcanzan la fase principal. Los equipos restantes juegan entre sí por los puestos 13 a 16.

### Grupo A
| Equipo          | J | G | E | P | GF | GC | DG | PTS |
| --------------- | - | - | - | - | -- | -- | -- | --- |
| Unión Soviética | 3 | 2 | 1 | 0 | 17 | 9  | +8 | 5   |
| Italia          | 3 | 2 | 1 | 0 | 15 | 12 | +3 | 5   |
| Australia       | 3 | 1 | 0 | 0 | 14 | 18 | -4 | 2   |
| Canadá          | 3 | 0 | 0 | 3 | 8  | 15 | -7 | 0   |

### Grupo B
| Equipo         | J | G | E | P | GF | GC | DG  | PTS |
| -------------- | - | - | - | - | -- | -- | --- | --- |
| Rumania        | 3 | 2 | 1 | 0 | 17 | 11 | +6  | 5   |
| Estados Unidos | 3 | 2 | 0 | 1 | 18 | 7  | +11 | 4   |
| Cuba           | 3 | 1 | 1 | 1 | 9  | 11 | -2  | 3   |
| México         | 3 | 0 | 0 | 3 | 9  | 24 | -15 | 0   |

### Grupo C
| Equipo              | J | G | E | P | GF | GC | DG  | PTS |
| ------------------- | - | - | - | - | -- | -- | --- | --- |
| Alemania Occidental | 3 | 3 | 0 | 0 | 27 | 7  | 20  | 6   |
| Bulgaria            | 3 | 2 | 0 | 1 | 12 | 14 | -2  | 4   |
| Países Bajos        | 3 | 1 | 0 | 2 | 14 | 12 | +2  | 2   |
| Israel              | 3 | 0 | 0 | 3 | 4  | 24 | -20 | 0   |

### Grupo D
| Equipo     | J | G | E | P | GF | GC | DG  | PTS |
| ---------- | - | - | - | - | -- | -- | --- | --- |
| Hungría    | 3 | 3 | 0 | 0 | 19 | 10 | +9  | 6   |
| Yugoslavia | 3 | 2 | 0 | 1 | 18 | 9  | +9  | 4   |
| Grecia     | 3 | 1 | 0 | 2 | 16 | 19 | -3  | 2   |
| España     | 3 | 0 | 0 | 3 | 11 | 26 | -15 | 0   |

## Fase principal
Los primeros dos de cada grupo disputan la fase final.

### Grupo E
| Equipo          | J | G | E | P | GF | GC | DG | PTS |
| --------------- | - | - | - | - | -- | -- | -- | --- |
| Italia          | 3 | 2 | 0 | 1 | 16 | 11 | +5 | 4   |
| Unión Soviética | 3 | 1 | 1 | 1 | 12 | 8  | +4 | 3   |
| Estados Unidos  | 3 | 1 | 1 | 1 | 9  | 9  | 0  | 3   |
| Rumania         | 3 | 1 | 0 | 2 | 5  | 14 | -9 | 2   |

### Grupo F
| Equipo              | J | G | E | P | GF | GC | DG  | PTS |
| ------------------- | - | - | - | - | -- | -- | --- | --- |
| Hungría             | 3 | 2 | 1 | 0 | 20 | 14 | +6  | 5   |
| Yugoslavia          | 3 | 2 | 0 | 1 | 16 | 9  | +7  | 4   |
| Alemania Occidental | 3 | 1 | 1 | 1 | 18 | 12 | +6  | 3   |
| Bulgaria            | 3 | 0 | 0 | 3 | 11 | 30 | +19 | 0   |

## Fase final
| Equipo          | J | G | E | P | GF | GC | DG | PTS |
| --------------- | - | - | - | - | -- | -- | -- | --- |
| Italia          | 3 | 2 | 1 | 0 | 15 | 13 | +2 | 5   |
| Hungría         | 3 | 2 | 0 | 1 | 13 | 11 | +2 | 4   |
| Yugoslavia      | 3 | 1 | 0 | 2 | 15 | 16 | -1 | 2   |
| Unión Soviética | 3 | 0 | 1 | 2 | 12 | 15 | -3 | 1   |

## Medallero
|        |         |            |
| Italia | Hungría | Yugoslavia |

## Estadísticas

### Clasificación general
| 1. Italia              |
| 2. Hungría             |
| 3. Yugoslavia          |
| 4. Unión Soviética     |
| 5. Estados Unidos      |
| 6. Rumania             |
| 7. Alemania Occidental |
| 8. Bulgaria            |
| 9. Australia           |
| 10. Cuba               |
| 11. España             |
| 12. Grecia             |
| 13. Países Bajos       |
| 14. Canadá             |
| 15. México             |
| 16. Israel             |

- Datos: Q844089